# Pere Aymerich Meliz
Pere Aymerich Meliz (Barcelona, 26 de setembre de 1951 - Manāslu, Nepal, 11 de maig de 1982) va ser un alpinista i professor català.
S'inicià en l'espeleologia i poc després, a l'edat de catorze anys, inicià la seva activitat a la muntanya, en l'escalada i l'alpinisme. Casat amb Mercè Coll i Capdevila, amant com ell de la muntanya i companya de diverses ascensions. Titulat com a Enginyer químic, exercí de professor de Bioquímica. Membre de Centre Excursionista de Catalunya i vocal de la secció de muntanya, és alhora col·laborador a la revista Muntanya.
Pel que fa a la seva trajectòria com a alpinista destaquen la seva ascensió, el 1977, al Noshaq (7.492 metres), de l'Hindu Kush, fent cim juntament amb Enric Font Lloret en una expedició de la secció de muntanya del Centre Excursionista de Catalunya. El 1978 ascendí un total de vuit cims verges a la Cordillera Real dels Andes de Bolívia, i el 2 d'agost de 1980, també amb Enric Font, conquerí el cim del Gasherbrum II (8.035 m), primera ascensió estatal d'aquesta muntanya. El 1982, en un intent d'ascensió al Manaslu, morí arrossegat per una allau juntament amb el seu company de cordada. Als Alps també realitza les més clàssiques ascensions i participa en diverses travesses, i també en els més importants ratllis d'esquí d'Europa. Compta amb nombroses ascensions al Pirineu, el Pedraforca, i el massís de Montserrat, entre d'altres. A la muntanya també destacà en la pràctica d'una de les seves aficions favorites, la fotografia.